# ایستگاه راه‌آهن هالکالی
ایستگاه راه‌آهن هالکالی (ترکی استانبولی: Halkalı garı) غربی‌ترین ایستگاه تونل مارمارای در استانبول است.
این ایستگاه که در سال ۱۸۷۲ تاسیس شده در مسیر قطار تندرو آنکارا–استانبول قرار دارد، ایستگاه هالکالی همچنین به شهرهای بخارست، بلگراد و صوفیه سرویس‌دهی قطار دارد.